# Tandula Jangga (Nggaha Oriangu)
Tandula Jangga is een bestuurslaag in het regentschap Oost-Soemba van de provincie Oost-Nusa Tenggara, Indonesië. Tandula Jangga telt 546 inwoners (volkstelling 2010).